# Ralf the Record Rat
Ralf the Record Rat (Ralf le rat record) è una serie televisiva a cartoni animati, della durata di un minuto. In Italia è andata in onda nei primi mesi di vita di Hiro come intermezzo tra un programma e l'altro.

## Episodi
1. Le record le plus soufflé
2. Le record qui tombe pile
3. Le record le plus vert
4. Le record le plus perché
5. Le record qui ne tient qu'à un fil
6. Le record le plus noyauté
7. Le record le plus à pic
8. Le record le plus entortillé
9. Le record le plus ciblé
10. Le record le plus populaire
11. Le record le plus fuselé
12. Le record le plus hérissé
13. Le record le plus troubadour
14. Le record le mieux ficelé
15. Le record le plus haut perché
16. Le record le plus pimenté
17. Le record le plus extrême
18. Le record le plus chaud
19. Le record le plus poissonnier
20. Le record le plus profond
21. Le record le plus cascadeur
22. Le record le mieux servi
23. Le record le plus fléché
24. Le record le plus primitif
25. Le record le plus élastique
26. Le record le plus gonflé
27. Le record le plus flambé
28. Le record le plus étendu
29. Le record le plus bouleversant
30. Le record le plus collectif
31. Le record le plus meublé
32. Le record le plus savonné
33. Le record le plus verglacé
34. Le record le plus entraîné
35. Le record le plus marqué
36. Le record le plus catapulté
37. Le record le plus raplapla
38. Le record le plus ballonné
39. Le record le plus frappé
40. Le record le plus massif
41. Le record le plus décoiffant
42. Le record le plus aéroporté
43. Le record le plus allumé
44. Le record le plus équilibré
45. Le record le plus encordé
46. Le record le plus virtuose
47. Le record le plus drapé
48. Le record le plus renversant
49. Le record le plus dribblé
50. Le record le plus taupe
51. Le record le plus green
52. Le record le plus retourné
53. Le record le plus courge
54. Le record le plus contesté
55. Le record le plus acrobatique
56. Le record le plus long
57. Le record le plus marteau
58. Le record le plus foudroyant
59. Le record le plus déjanté
60. Le record le plus miraculeux
61. Le record le plus volatil
62. Le record le plus étoilé
63. Le record le plus décoré
64. Le record le plus propulsé
65. Le record le plus planant
66. Le record le plus complexe
67. Le record le plus écossais
68. Le record le plus fermier
69. Le record le plus balancé
70. Le record le plus renvoyé
71. Le record le plus raté
72. Le record le plus embarqué
73. Le record le plus haltérophile
74. Le record le plus karaté
75. Le record le plus athlétique
76. Le record le plus buriné
77. Le record le plus fruité
78. Le record le plus haché
79. Le record le plus fondu
80. Le record le plus flottant
81. Le record le plus cavalier
82. Le record le plus assoiffé
83. Le record le plus tourbillonnant
84. Le record le plus recyclé
85. Le record le plus cartonné
86. Le record le plus parachuté
87. Le record le plus délicat
88. Le record le plus acrobate
89. Le record le plus cool
90. Le record le plus givré
91. Le record le plus assommé
92. Le record le plus submersible
93. Le record le plus plouf
94. Le record le plus déraillé
95. Le record le plus puissant
96. Le record qui déménage le plus
97. Le record le plus froissé
98. Le record le plus chargé
99. Le record le plus vitaminé
100. Le record le plus éclaté
101. Le record le plus aquatique
102. Le record le plus fêlé
103. Le record le plus aérien
104. Le record le plus naufragé